# Valérie Lemercier
Valérie Lemercier   (Dieppe, 9 de març de 1964) és una actriu francesa, directora i cantant, coneguda pel seu paper a la pel·lícula còmica Les Visiteurs.

## Biografia
Filla de pagesos rics (el seu pare, Joseph Lemercier, també va ser alcalde del poble, la seva mare Odile Prévost ajuda com els seus fills en el cultiu de patates, lli, remolatxa o cereals) Valérie Lemercier va créixer amb les seves tres germanes a Gonzeville al Seine-Maritime i després va prendre classes amb Jean Chevrin al conservatori de Rouen.
Participa en el joc i fa preguntes sobre el pa als participants del programa l'Académie des 9 presentat per Jean-Pierre Foucault, el 22 d'octubre de 1982. Aquesta és la seva primera aparició a televisió.
Lemercier va debutar a la pantalla el 1988 amb la sèrie de televisió Palace.
Ha guanyat dos Premis César pels seus papers secundaris a Les Visiteurs (1994) i a Fauteuils d'orchestre (2007) i ha estat la presentadora dels premis els darrers 3 anys.
Va editar el seu primer àlbum musical el 1996, titulat Valérie Lemercier chante, i ha gravat 3 discos senzills més amb altres cantants.

## Filmografia

### Televisió
- Palace (1988)

### Cinema
- Milou en mai (1990)
- Après après-demain (1990)
- L'Opération Corned-Beef (1991)
- Le Bal des casse-pieds (1992)
- Sexes faibles ! (1992)
- Les Visiteurs (1993)
- La Cité de la peur (1994)
- Casc blau (Casque bleu) (1994)
- Sabrina (1995)
- Quadrille (1997)
- Le Derrière (1999)
- Tarzan (1999)
- Vendredi soir (2002)
- RRRrrrr!!! (2004)
- Narco (2004)
- Palais Royal! (2005)
- Fauteuils d'orchestre (2006)
- Arthur i els Minimoys (2006)
- Le Héros de la famille (2006)
- L'Invité (2007)
- Musée haut, musée bas (2008)
- Agathe Cléry (2008)
- Neuilly sa mère ! (2009) de Gabriel Julien-Laferrière
- Le petit Nicolas (2009) de Laurent Tirard
- Beur sur la ville (2011) de Djamel Bensalah
- Bienvenue à bord (2011) d'Éric Lavaine
- Bienvenue à Monte-Carlo (2011) de Thomas Bezucha
- L'amour dure trois ans (2012) de Frédéric Beigbeder
- Adieu Berthe (2012) de Bruno Podalydès
- Astérix et Obélix : Au service de sa Majesté (2012) de Laurent Tirard
- Main dans la main (2012) de Valérie Donzelli
- 100% cachemire (2013)
- Les Vacances du petit Nicolas (2014) de Laurent Tirard
- Marie-Francine (2017)
- Neuilly sa mère, sa mère ! (2018) de Gabriel Julien-Laferrière
- Forte (2020) de Katia Lewkowicz
- Aline (2020)
- Irréductible (2022) de Jérôme Commandeur
- Coup de chance (2023) de Woody Allen

## Teatre
- Valérie Lemercier au Splendid, Théâtre du Palais-Royal (1989)
- Un fil à la patte, Théâtre du Palais-Royal (1989)
- Valérie Lemercier au Théâtre de Paris (1995-1996)
- Folies Bergère (2000)
- Valérie Lemercier au Le Palace (Paris) (2008)

## Discografia
- Valérie Lemercier chante (1996)
- J'ai un mari - duet with Pascale Borel (2006)
- Pourquoi tu t'en vas? - duet with Christophe Willem (2007)
- Peter and the Wolf (narrador) (2007)
- Le Coup de soleil - duet with Vincent Delerm (2007)

## Premis
- César a la millor actriu secundària - Les Visiteurs (1994)
- César a la millor actriu secundària - Fauteuils d'orchestre (2007)